# 奥斯本·安德森
奥斯本·安德森（英語：Osborne Anderson，1908年10月15日—1989年1月31日），美国男子冰球运动员，场上位置是后卫。他曾代表美国国家队参加1932年冬季奥林匹克运动会冰球比赛，获得一枚银牌。